# Comore-szigetek címere

Comore-szigetek címere

A Comore-szigetek egy pecsétet használ állami jelképként, melyen egy nyolcsugarú nap látható egy félholddal, azon pedig négy csillaggal. A nap körül az ország neve látható franciául és arabul, a koszorú alján pedig az ország mottója látható: „Unité, Justice, Progrès” (Egység, igazság, haladás).